# Dolido pero no arrepentido
Dolido pero no arrepentido es el tercer EP de la banda regional mexicana estadounidense Fuerza Regida, que fue lanzado el 9 de febrero de 2024 a través de Sony Music Latin, Street Mob Records y Rancho Humilde.

## Antecedentes y lanzamiento
A inicios de febrero de 2024, Jesús Ortíz Paz, vocalista de la banda, anunció el EP Dolido pero no arrepentido a través de las redes. Días después de que se anunciara el EP, Jesús Ortíz Paz, junto con tres hombres, fueron arrestados en la frontera  de Calexico-Mexicali por posesión de drogas, y fueron liberados el 6 de febrero. El EP se lanzó el 9 de febrero, tres días después de que el vocalista fuera liberado, y también el EP fue apoyado por dos sencillos exitosos, «Tú name» y «Brillarosa».

## Sencillos
El primer sencillo, «Tú name», fue lanzado el 21 de marzo de 2024, y recibió un gran éxito. Alcanzó el número 66 en la lista Billboard Hot 100. El 2 de mayo de 2024, se lanzó el segundo sencillo «Brillarosa» y también resultó ser exitoso.

## Desempeño comercial
Dolido pero no arrepentido debutó en los números siete y tres en las listas Top Latin Albums y Regional Mexican Albums de Estados Unidos, respectivamente, con 14.000 unidades equivalentes a álbumes. También debutó en el número 69 en el Billboard 200, con las seis pistas debutando en la lista Hot Latin Songs de EE. UU.

## Lista de canciones
| Lista de canciones de Dolido pero no arrepentido |              | |                                                                         |          |  |
| N.º                                              | Título       | Escritor(es) | Productor(es)                                                           | Duración |  |
| 1.                                               | «Enculado»   | Daniel Gutiérrez Jesús Ortíz Paz Jonathan Caro                                                                             | Moisés López Jesús Ortíz Paz Jimmy Humilde                              | 2:28     |  |
| 2.                                               | «Brillarosa» | Jesús Iván Amezcua Ortíz Jorge Jiménez Sánchez Jesús Ortíz Paz Ricardo Frías Osbaldo Sánchez José Ignacio Hernández        | Miguel Armenta Jesús Ortíz Paz Jimmy Humilde Rabba Charlie Gtz          | 2:50     |  |
| 3.                                               | «Tú name»    | Jesús Ortíz Paz Jason Primera José Ignacio Hernández Gustavo Ángel Raya García Jorge Ontíveros Osbaldo Sánchez Rudy Topete | Jesús Ortíz Paz Moisés López Jimmy Humilde                              | 2:32     |  |
| 4.                                               | «Oye»        | Oswaldo Yahir López Alderete Jesús Ortíz Paz Jesús Rodríguez                                                               | Oswaldo Yahir López Alderete Jesús Ortíz Paz Moisés López Jimmy Humilde | 2:41     |  |
| 5.                                               | «Falsa»      | Oswaldo Yahir López Alderete Jesús Ortíz Paz Miguel López Rudy Topete                                                      | Oswaldo Yahir López Alderete Jesús Ortíz Paz Moisés López Jimmy Humilde | 2:36     |  |
| 6.                                               | «Pxtxs»      | Sara Schell Ernesto José Suárez Marquez Jesús Ortíz Paz Carlos Julián Martínez                                             | Moisés López Jesús Ortíz Paz Jimmy Humilde                              | 3:29     |  |
| 16:36                                            |              | |                                                                         |          |  |

## Posicionamiento en listas
| Lista (2024)                                | Mejor posición |
| ------------------------------------------- | -------------- |
| EE. UU. Billboard 200                       | 69             |
| EE. UU. Top Latin Albums (Billboard)        | 6              |
| EE. UU. Regional Mexican Albums (Billboard) | 3              |

## Certificaciones
| País           | Organismo certificador | Certificación   | Ventas certificadas | Ref.   |
| -------------- | ---------------------- | --------------- | ------------------- | ------ |
| Estados Unidos | RIAA                   | platino (Latin) | 60 000              | [ 12 ] |